# 望江街道
望江街道是中国浙江省杭州市上城区下辖的一个街道办事处。望江街道辖区位于上城区东南部，杭州古城东南侧，东临钱塘江、南至望江路、西接贴沙河、北傍清江路。面积4平方千米，人口7.21万。望江街道办事处驻近江家园九园15号。上城区人民政府驻该街道辖区。

## 下辖社区
望江街道下辖以下地区：
清泰门社区、莫邪塘社区、始版桥社区、大通桥社区、兴隆社区、耀华社区、徐家埠社区、在水一方社区、近江东园社区、近江西园社区和婺江社区。

## 旧城改造

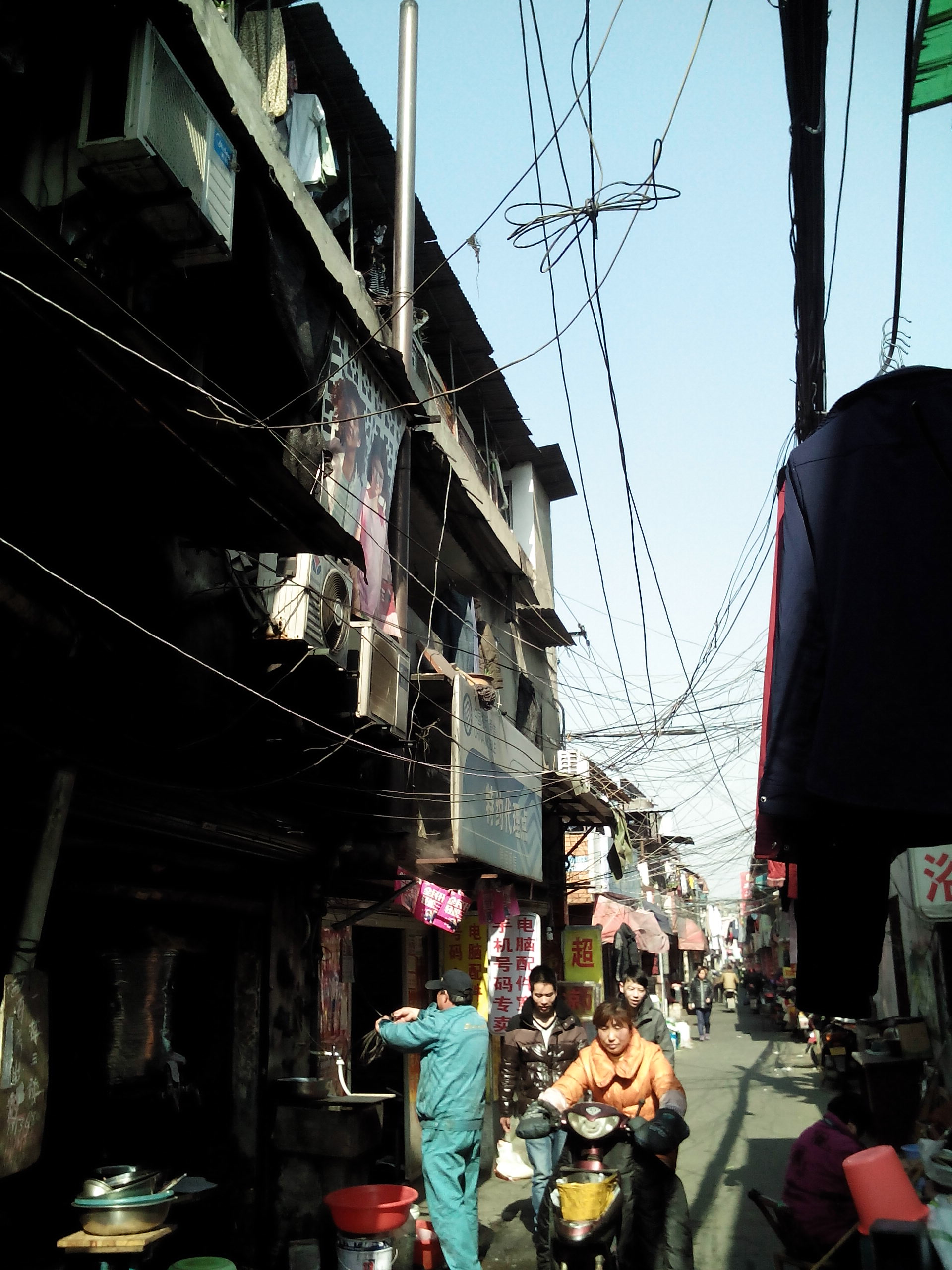
始版桥直街（2015年）

望江街道建立后以秋涛路为界，东侧为农业用地，以西的部分为工业区；1998年起，位于秋涛路以东的农业区被开发为住宅:44。以西的工业区中，其中清泰门社区、莫邪塘社区、兴隆社区、始版桥社区因临近铁路杭州站，其土地曾被杭州铁路分局征收建设铁路家属社区，另有杭州肉联厂、杭州茶厂、利民食品厂等食品工厂及其家属区。2015年起，该区块开始征迁工作，至2021年完成，未来该地区将推进打造望江新城和杭港高端服务业示范区。